# باتريك جوزيف ديلون
باتريك جوزيف ديلون (بالإسبانية: Patrick Joseph Dillon)‏ هو سياسي أرجنتيني، ولد في 1842، وتوفي في 11 يوليو 1889. انتخب عضو مجلس الشيوخ الأرجنتيني.